# 네가 모르는 이야기
네가 모르는 이야기(일본어: 君の知らない物語)는 크리에이터 팀 supercell의 메이저 첫 번째 싱글이다. 2009년 8월 12일에 소니 뮤직 레코드에서 발매했다.

## 개요
크리에이터 팀 supercell의 메이저 데뷔 싱글. 보컬에는 니코니코 동화에서 2008년 3월까지 '멜트'를 시작해 많은 악곡을 커버한 동영상을 UP해 온 가젤이자 nagi (야나기나기)가 참가하고 있다. 그 외, 기타: 니시카와 스스무, 피아노: 와타나베 슌스케, 베이스: 야마구치 히로오, 드럼: 타마다 토무, 믹싱: 마키노 에이지가 이번 레코딩에 참가했다.
싱글의 재킷 일러스트는 미와 시로. 봉입 특전의 '괴물 이야기'스티커 일러스트는 redjuice (모두 supercell 멤버). 초회 한정판에는 '네가 모르는 이야기' 오디오 클립, '괴물 이야기' 와이드 캡 스티커 동고. 뮤직 비디오의 주연은 후쿠나가 마리카.
오리콘 싱글 데일리 차트로 발매로부터 2개월 이상에 걸쳐 톱 20위 이내에 랭크 인했다. 등장 회수는 62회로 1년 이상에 걸쳐 주일 200위 내에 랭크 인했다.

## 수록곡
1. 네가 모르는 이야기(君の知らない物語)
2. LOVE & ROLL
3. theme of “CENCOROLL”
4. 네가 모르는 이야기 -TV Edit-
5. 네가 모르는 이야기 -Instrumental-

## 수록 앨범
| 곡명               | 수록 앨범                | 발매일          | 비고              |
| ------------------ | ------------------------ | --------------- | ----------------- |
| 네가 모르는 이야기 | Today Is A Beautiful Day | 2011년 3월 16일 | 2nd 오리지널 앨범 |
| LOVE & ROLL        | Today Is A Beautiful Day | 2011년 3월 16일 | 2nd 오리지널 앨범 |

## 네가 모르는 이야기의 커버
- 요네쿠라 치히로 ('눈물이 나오는 애니 송' 수록)
- 류전Project (앨범 '류전P' 수록)
- 오가와 미카 (넷 전달을 위한 커버집 'JAPAN ANIME SONG COLLECTION Vol. 36' 수록)
- 하르시 (코믹 도라노아나 유통)
- 이와오 준코 ('Anison A to Z' 수록)
- 카미야 나오 (마츠이 에리코) ('THE IDOLM@STER CINDERELLA MASTER Cool jewelries! 002' 수록)